# John D. Floros
John D. Floros (Görögország, ? –) görög-amerikai élelmiszertudós és akadémiai adminisztrátor. A Új-mexikói Állami Egyetem korábbi elnöke.

## Fiatalkora
Floros Görögországban született és nőtt fel. Miután az Athéni Mezőgazdasági Egyetemen szerzett alap- és mesterfokozatot élelmiszertudományból és -technológiából, Floros az Egyesült Államokba költözött, hogy a Georgiai Egyetemen szerezzen PhD-fokozatot élelmiszertudományból és -technológiából. 

## Karrier
Floros pályafutását az Asteris Inc.-nél és a Mezőgazdasági Szövetkezetek Központi Szövetségénél kezdte, mielőtt átállt a tudományos pályára. Floros 1988 és 2000 között a Purdue Egyetem professzora volt, majd 2000 és 2012 között a Pennsylvaniai Állami Egyetem Élelmiszertudományi Tanszékének professzoraként dolgozott. 
2012-ben Floros csatlakozott a Kansas State University karához, ahol a Kansas State University College of Agriculture dékánjaként , valamint az egyetem kutatási és bővítési igazgatójaként dolgozott. Floros 2018. július 1-jén lett az Új-mexikói Állami Egyetem elnöke. 
2021 októberében, az egész egyetemre kiterjedő demonstrációkat és a kari szenátus bizalmatlansági szavazását követően, valamint az állításokat ,,az adminisztratív vezetés rendszeres kudarcáról és az intézmény spanyolul szolgáló missziója, a föld-adományozási küldetés teljesítésének elmulasztásáról". A munkatársak által benyújtott dokumentumban a vádak között szerepel Floros és Carol Parker prépost egyetemi pénzeszközök visszaélése, etikátlan felvételi és előléptetési gyakorlat, a tisztességes eljárás szándékos megkerülése, az elvek elutasítása, ill. a megosztott kormányzás gyakorlatai és a vezetés rendszerszintű kudarcának tágabb hatásai. 2022 januárjában Floros bejelentette lemondását az Új-Mexikói Állami Egyetem elnöki posztjáról, és az egyetem kizárólagos vezetését Dan Arvizu kancellárra bízta.

## Fordítás
Ez a szócikk részben vagy egészben  a   John D. Floros című angol Wikipédia-szócikk ezen változatának fordításán alapul.  Az eredeti cikk szerkesztőit annak laptörténete sorolja fel. Ez a jelzés csupán a megfogalmazás eredetét és a szerzői jogokat jelzi, nem szolgál a cikkben szereplő információk forrásmegjelöléseként.